# 奧蘭治-拿騷勳章
奧蘭治-拿騷勳章（荷蘭語： 荷蘭語發音：[ˈɔrdə vɑn oːˌrɑɲə ˈnɑsʌu]）是荷蘭王國授勳及嘉獎制度中的一項民、軍事級騎士勳章，由攝政太后埃瑪和威廉明娜女王於1892年4月4日所創立，授予「每位為社會贏得特殊價值的人士」，表揚獲勳者以其獨特方式開創生涯，值得社會的讚賞和認可。奧蘭治-拿騷勳章中較低級別者，可類比英國授勳及嘉獎制度中大英帝國勳章的地位，但在荷蘭，除了威廉軍事勳章獲勳者之外，一般不會頒給頭銜、前綴或後綴稱謂（學術銜稱除外）。

## 歷史
1841年，尼德蘭國王和盧森堡大公威廉二世創立了橡樹冠勳章。雖然嚴格來說，橡樹冠勳章並不是荷蘭的勳章，但它確實時常被授予荷蘭人民。在威廉三世過世後，盧森堡王國根據王朝協約，成為了拿騷王朝的另一個分支領土。因此，荷蘭出現了繼威廉軍事勳章和荷蘭獅子勳章之後的第三級勳章的需求，方能頒授皇室榮譽予他國外交官與平民。
在第二次世界大戰期間，奧蘭治-拿騷勳章被用於授予荷蘭和其他國家軍隊的軍官，以表揚他們協助從納粹德國的佔領中解放荷蘭，以及解放在太平洋地區的前荷蘭殖民地的功績。在現代，奧蘭治-拿騷勳章仍然是荷蘭最常使用的民、軍事級勳章，它的位階亦僅次於荷蘭獅子勳章。通常每年在荷蘭君主的官方生日（目前為4月27日）進行授勳儀式，至今約共有三千五百位獲勳者。奧蘭治-拿騷勳章也被授予其他國家的王公、大臣、顯貴、使節等。
歷經近三十年的討論，1994年荷蘭對其授勳及嘉獎制度進行了大幅度的調整。透過修法，荷蘭將勳級與獲勳者的社會地位與階級脫鉤，以求建立一個更為民主的榮譽體制。自此以後，原則上所有荷蘭公民不論地位與階級，都能被授予奧蘭治-拿騷勳章。在這項變革之前，奧蘭治-拿騷勳章下設了五個級別以及額外的榮譽獎章（金、銀、銅級）；其中，榮譽獎章只作為勳章的附加榮譽，並沒有正式被納入勳章榮譽制度中。1996年，榮譽獎章被廢止，以奧蘭治-拿騷勳章的「員佐勳章」取代。員佐勳章只頒予荷蘭公民。

## 級別

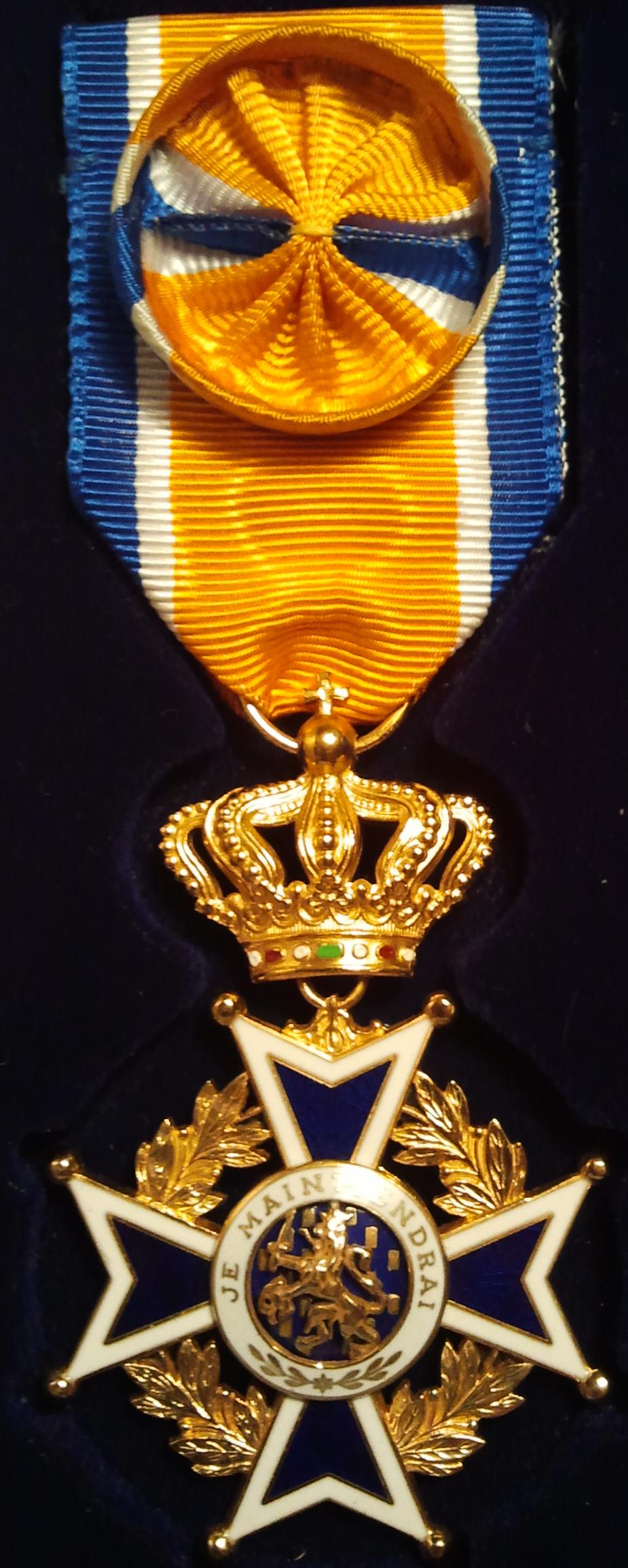
民事官佐（第四級）的奧蘭治-拿騷勳章

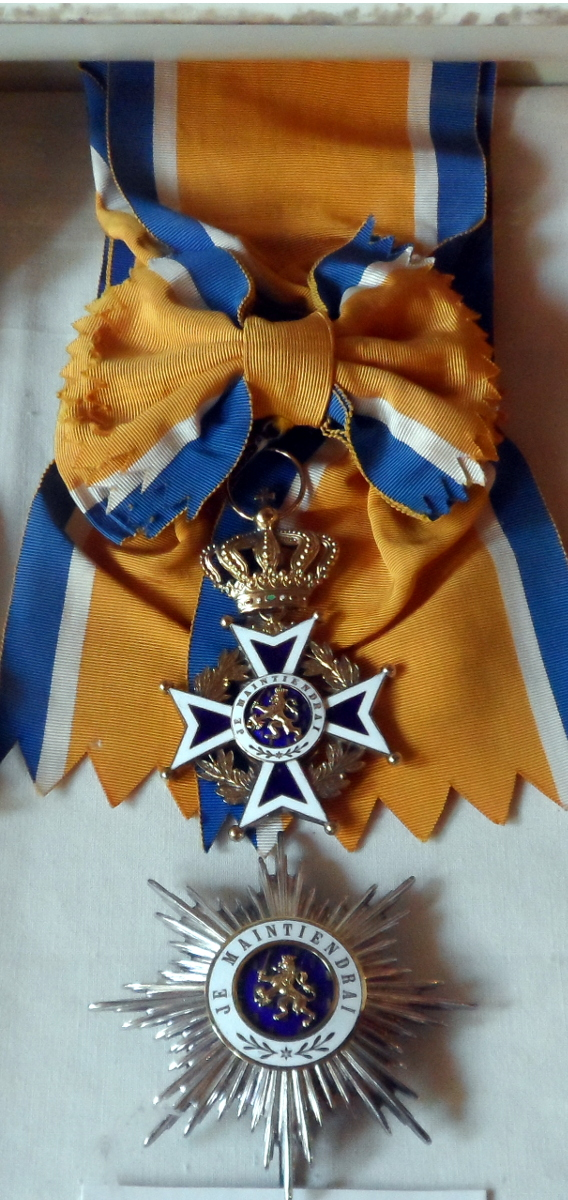
騎士大十字級別的奧蘭治-拿騷勳章的星章與綬帶

奧蘭治-拿騷勳章分為民事和軍事兩類，前者在徽章上以桂冠作為標誌，後者則是在徽章和星章上刻有交叉的劍。
荷蘭的國王或女王是奧蘭治-拿騷勳章的總司令。

### 1996年起至今
1996年起，除了分為民事和軍事兩類，奧蘭治-拿騷勳章共設有六個級別：
1. 騎士大十字勳章
2. 大軍官勳章
3. 司令勳章
4. 官佐勳章
5. 騎士勳章
6. 員佐勳章

| 奧蘭治-拿騷勳章的緞帶（1996年起至今） | 奧蘭治-拿騷勳章的緞帶（1996年起至今） | 奧蘭治-拿騷勳章的緞帶（1996年起至今） |
| ------------------------------------- | ------------------------------------- | ------------------------------------- |
| 騎士大十字勳章                        | 大軍官勳章                            | 司令勳章                              |
| 官佐勳章                              | 騎士勳章                              | 員佐勳章                              |

- 騎士和員佐級別的徽章是銀製的，其餘級別的徽章則有額外鍍金。
- 騎士大十字、大軍官和司令級別的徽章直徑為60 mm，官佐和騎士級別為46 mm，員佐級別為35 mm。

## 獲勳者
每年約有四千五百人獲頒奧蘭治-拿騷員佐勳章，同時約有三千位既有獲勳者逝世。

## 外部連結
- 奧蘭治-拿騷勳章 （页面存档备份，存于）於荷蘭勳章網站中的介紹頁面（荷兰文）